# Notropis chalybaeus
Notropis chalybaeus är en fiskart som först beskrevs av Edward Drinker Cope, 1867.  Notropis chalybaeus ingår i släktet Notropis och familjen karpfiskar. Inga underarter finns listade i Catalogue of Life.